# Eptesicus bottae
Eptesicus bottae је врста слепог миша из породице вечерњака (лат. Vespertilionidae).

## Распрострањење
Ареал врсте Eptesicus bottae обухвата већи број држава у југозападној Евроазији. Врста је присутна у Турској, Сирији, Египту, Кини, Индији, Ирану, Ираку, Грчкој, Казахстану, Авганистану, Пакистану, Саудијској Арабији, Јерменији, Азербејџану, Грузији, Јордану, Киргистану, Либану, Оману, Таџикистану, Туркменистану, Уједињеним Арапским Емиратима, Узбекистану, Јемену.
Присуство је непотврђено у Русији, Монголији, Судану, Сомалији, Џибутију и Еритреји.

## Станиште
Станишта врсте су каменита и полупустињска подручја.

## Угроженост
Ова врста је наведена као последња брига, јер има широко распрострањење и честа је врста.